# Sally
A Sally (Sally) Isaac Asimov egyik sci-fi novellája, amely 1953-ban a Fantastic magazin május-júniusi számában jelent meg. Magyarul a Robottörténetek című novelláskötetben olvasható.
|  | Alább a cselekmény részletei következnek! |

Bár ebben a novellában is szó van valamiféle pozitronikus agyról, Asimov sehol nem említi a három törvényt.

## Történet
2057-ben járunk. Az utakon ma már csak pozitronaggyal ellátott autók közlekedhetnek. Ezek viszont igen drágák, úgyhogy csak a gazdagok engedhetik meg maguknak. A kevésbé gazdagok számára pozitronagyas buszokat is készítettek, így gyakorlatilag a tömegközlekedést is modernizálták. A jelentős változás az is, hogy ezekhez az autókhoz lelkileg közelebb lehet kerülni, mint a régiekhez, és ennek köszönhető, hogy néhány gazdag ember úgy döntött, halála után egy autófarmra hagyja kocsiját, ahol gondját viselik.
Ezt az autófarmot vezeti Jacob Folkers, az egykori sofőr. A rábízott autókba néhány extrát is beszerel, de azokat nem vezeti senki, önmagukat irányítják. Folkers már teljesen kiismerte őket, hiszen gyakorlatilag az autók az egyedüli társai. Közülük Sally, a 2047-es kabriolé a kedvence.
Egy napon felkeresi őt Raymond J. Gellhorn, s üzletet ajánl: A felhalmozódott kocsik – amiket ugyebár drága fenntartani – egy részének motorját (azaz pozitronagyát) elavult testéből át kéne szerelni egy új karosszériába. Az így nyert csúcsmodelleket jó pénzért lehetne eladni, a nyereséget pedig természetesen elosztanák. Folkers megállapítja hogy Sally nevet az ajánlaton, s neki se tetszik az ötlet.
Gellhorn ezek után megpróbál beszállni a kocsiba, de Sally bezárja az ajtókat, így hát a férfi egy hirtelen mozdulattal beugrik az autóba. Sally megpróbál ellenállni, de a támadó bekapcsolja a kézivezérlést. Az ott lévő többi autó biztonságával mit sem törődve tesz egy kört, azok riadtan félreugranak előle az út széli kerítést is átszakítva. Miután Gellhorn visszatért, Jake őrjöng, s kizavarja a farmról. Ő azzal próbál védekezni, hogy az autónak csak jót tesz, ha vezetik, de nem sokra megy érvelésével.
Két nappal később éjjel Gellhorn visszatér egy busszal és három bérencével, s fegyverrel kényszeríti Folkerst arra, hogy szerelje ki az autói motorját. Azonban ahogy a garázsba érnek, a farm tulajdonosa ráuszítja kocsijait a betolakodókra. Ötven jármű berreg fel egyszerre, s kezdi kergetni a három jómadarat. Csak egy pozitronikus autó marad a két férfivel: Sally. Társai sorsát elkerülendő, Gellhorn maga elé rántja Folkerst, s vele együtt behátrál a pozitronikus buszba, amelyen érkezett.
Próbál menekülni, de Sally csak nem akar leszakadni. Közben Folkers megállapítja, hogy ahogy a busz motorja be van szerelve, az kínzás a járműnek. Egyszer csak eltűnik Sally, de nem sokkal később minden felől kocsik kezdik zúgva körülvenni a buszt. Végül Sally elállja az utat. Gellhorn gyorsítani próbál, hogy áttörje az autókordont, de a busz nem engedelmeskedik: Megáll, elengedi Folkerst, majd elszáguld Gellhornnal.
Folkers másnap reggel tudja meg, hogy Gellhornt holtan találták, egy busz keréknyomaival testén. Tehát az autók képesek egymással kommunikálni – az események után már nem is titkolták ezt, folyamatosan zümmögött a garázs. A farm kocsijai minden bizonnyal meséltek a busznak szabad életükről, s az megtetszett neki, és megölte a kínzóját. Mi van akkor, ha egy nap minden autó hall erről az életmódról? Fellázadnak alkotóik ellen? Lehet, hogy néhány karbantartó kivételével kiirtják az embereket… Így Folkersnek már nincs annyi öröme az autókban, Sallyt is kerüli.

## Megjelenések

### angol nyelven
1. Fantastic, 1953. május-június
2. Fantastic, 1965. szeptember
3. Time Untamed (Belmont, 1967)
4. Nightfall and Other Stories (Doubleday, 1969)
5. Nightfall Two (Panther, 1971)
6. The Complete Robot (Doubleday, 1982)
7. The Robot Collection (Doubleday, 1983)
8. Those Amazing Electronic Thinking Machines! (Franklin Watts, 1983)
9. The Asimov Chronicles: Fifty Years of Isaac Asimov (Dark Harvest, 1989)
10. The Complete Stories (Doubleday, 1990)

### magyar nyelven
1. Robottörténetek, I. kötet (Móra, 1993, ford.: Szántai Zsolt)